# Collegio uninominale Piemonte 1 - 05 (2017)
Il collegio elettorale uninominale Piemonte 1 - 05 è stato un collegio elettorale uninominale della Repubblica Italiana per l'elezione della Camera dei deputati tra il 2017 e il 2022.

## Territorio
Come previsto dalla legge elettorale italiana del 2017, il collegio era stato definito tramite decreto legislativo all'interno della circoscrizione Piemonte 1.
Era formato dal territorio di 140 comuni: Agliè, Ala di Stura, Albiano d'Ivrea, Alice Superiore, Alpette, Andrate, Azeglio, Bairo, Balangero, Baldissero Canavese, Balme, Banchette, Barbania, Barone Canavese, Bollengo, Borgiallo, Borgofranco d'Ivrea, Borgomasino, Bosconero, Brosso, Burolo, Busano, Cafasse, Candia Canavese, Canischio, Cantoira, Caravino, Carema, Cascinette d'Ivrea, Castellamonte, Castelnuovo Nigra, Ceres, Ceresole Reale, Chialamberto, Chiaverano, Chiesanuova, Ciconio, Cintano, Cirié, Coassolo Torinese, Colleretto Castelnuovo, Colleretto Giacosa, Corio, Cossano Canavese, Cuceglio, Cuorgnè, Favria, Feletto, Fiano, Fiorano Canavese, Forno Canavese, Frassinetto, Front, Germagnano, Groscavallo, Grosso, Ingria, Issiglio, Ivrea, Lanzo Torinese, Lemie, Lessolo, Levone, Locana, Loranzè, Lugnacco, Lusigliè, Maglione, Mathi, Mercenasco, Meugliano, Mezzenile, Monastero di Lanzo, Montalenghe, Montalto Dora, Noasca, Nole, Nomaglio, Oglianico, Orio Canavese, Ozegna, Palazzo Canavese, Parella, Pavone Canavese, Pecco, Perosa Canavese, Pertusio, Pessinetto, Piverone, Pont Canavese, Prascorsano, Pratiglione, Quagliuzzo, Quassolo, Quincinetto, Ribordone, Rivara, Rivarolo Canavese, Rivarossa, Robassomero, Rocca Canavese, Romano Canavese, Ronco Canavese, Rueglio, Salassa, Salerano Canavese, Samone, San Carlo Canavese, San Colombano Belmonte, San Francesco al Campo, San Giorgio Canavese, San Giusto Canavese, San Martino Canavese, San Maurizio Canavese, San Ponso, Scarmagno, Settimo Rottaro, Settimo Vittone, Sparone, Strambinello, Strambino, Tavagnasco, Torre Canavese, Trausella, Traversella, Traves, Usseglio, Vallo Torinese, Valperga, Valprato Soana, Varisella, Vauda Canavese, Vestignè, Vialfrè, Vico Canavese, Vidracco, Villanova Canavese, Vische, Vistrorio e Viù.
Il collegio era quindi interamente compreso nella città metropolitana di Torino.
Il collegio era parte del Collegio plurinominale Piemonte 1 - 02.

## Eletti
| Elezione | Elezione | Deputato                    | Partito              |
| -------- | -------- | --------------------------- | -------------------- |
|          | 2018     | Alessandro Manuel Benvenuto | Lega Salvini Premier |

## Dati elettorali

### XVIII legislatura
Come previsto dalla legge elettorale, 232 deputati erano eletti con sistema a maggioranza relativa in altrettanti collegi uninominali a turno unico.
| Candidati              | Candidati                             | Voti    | %     | Liste                    | Voti    | %     |
| ---------------------- | ------------------------------------- | ------- | ----- | ------------------------ | ------- | ----- |
|                        | Alessandro Manuel Benvenuto ✔️ Eletto | 64 124  | 42,70 | Lega                     | 38 122  | 25,39 |
| Forza Italia           | Alessandro Manuel Benvenuto ✔️ Eletto | 64 124  | 42,70 | 19 443                   | 12,95   |       |
| Fratelli d'Italia      | Alessandro Manuel Benvenuto ✔️ Eletto | 64 124  | 42,70 | 5 871                    | 3,91    |       |
| Noi con l'Italia - UDC | Alessandro Manuel Benvenuto ✔️ Eletto | 64 124  | 42,70 | 688                      | 0,46    |       |
|                        | Valentina Pretato                     | 39 128  | 26,06 | Movimento 5 Stelle       | 39 128  | 26,06 |
|                        | Francesca Bonomo                      | 35 842  | 23,87 | Partito Democratico      | 29 113  | 19,39 |
| +Europa                | Francesca Bonomo                      | 35 842  | 23,87 | 5 501                    | 3,66    |       |
| Italia Europa Insieme  | Francesca Bonomo                      | 35 842  | 23,87 | 669                      | 0,45    |       |
| Civica Popolare        | Francesca Bonomo                      | 35 842  | 23,87 | 559                      | 0,37    |       |
|                        | Patrizia Presbitero                   | 5 392   | 3,59  | Liberi e Uguali          | 5 392   | 3,59  |
|                        | Igor Bosonin                          | 2 017   | 1,34  | CasaPound                | 2 017   | 1,34  |
|                        | Cadigia Perini                        | 1 634   | 1,09  | Potere al Popolo!        | 1 634   | 1,09  |
|                        | Luca Barra                            | 1 232   | 0,82  | Il Popolo della Famiglia | 1 232   | 0,82  |
|                        | Diego Bili                            | 795     | 0,53  | Partito Valore Umano     | 795     | 0,53  |
| Totale                 | Totale                                | 150 164 | 100   |                          | 150 164 | 100   |
|                        |                                       |         |       |                          |         |       |
| Voti non validi        | Voti non validi                       | 6 661   | 4,25  |                          |         |       |
| Votanti                | Votanti                               | 156 825 | 75,30 |                          |         |       |
| Elettori               | Elettori                              | 208 280 |       |                          |         |       |